# Elmer Swenson
Elmer Swenson (ur. 1913, zm. 24 grudnia 2004) – amerykański producent wina, zwany w USA "Patronem północnego winiarstwa".
Dzięki 60-letniej wytrwałej pracy na rodzinnej farmie w Osceola w stanie Wisconsin w USA wyhodował wiele odpornych szczepów winorośli, które są podstawą upraw w chłodnym klimacie w wielu krajach, nie posiadających tradycji winiarskich.
Do najbardziej znanych odmian Elmera Swensona należą: 'Edelweiss', 'Esprit', 'LaCrosse', 'Swenson Red', 'St.Croix', 'St.Pepin'.